# Ентракуе
Ентра̀куе (на италиански: Entracque; на пиемонтски: Entraive, Ентрайве, на окситански: Antraique, Антрайге) е село и община в Северна Италия, провинция Кунео, регион Пиемонт. Разположено е на 894 m надморска височина. Населението на общината е 841 души (към 2011 г.).